# Lynk & Co

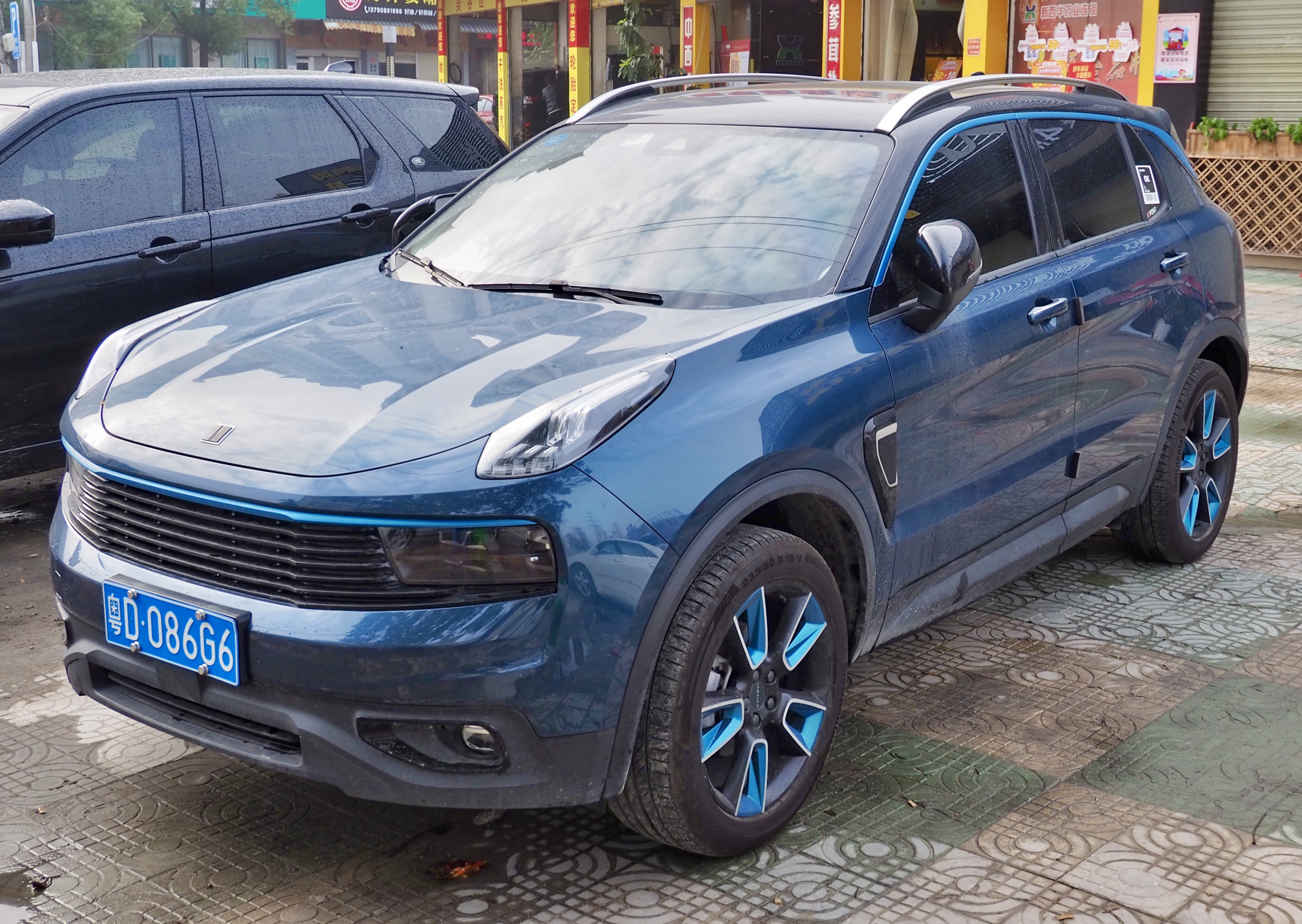
2017 Lynk & Co 01

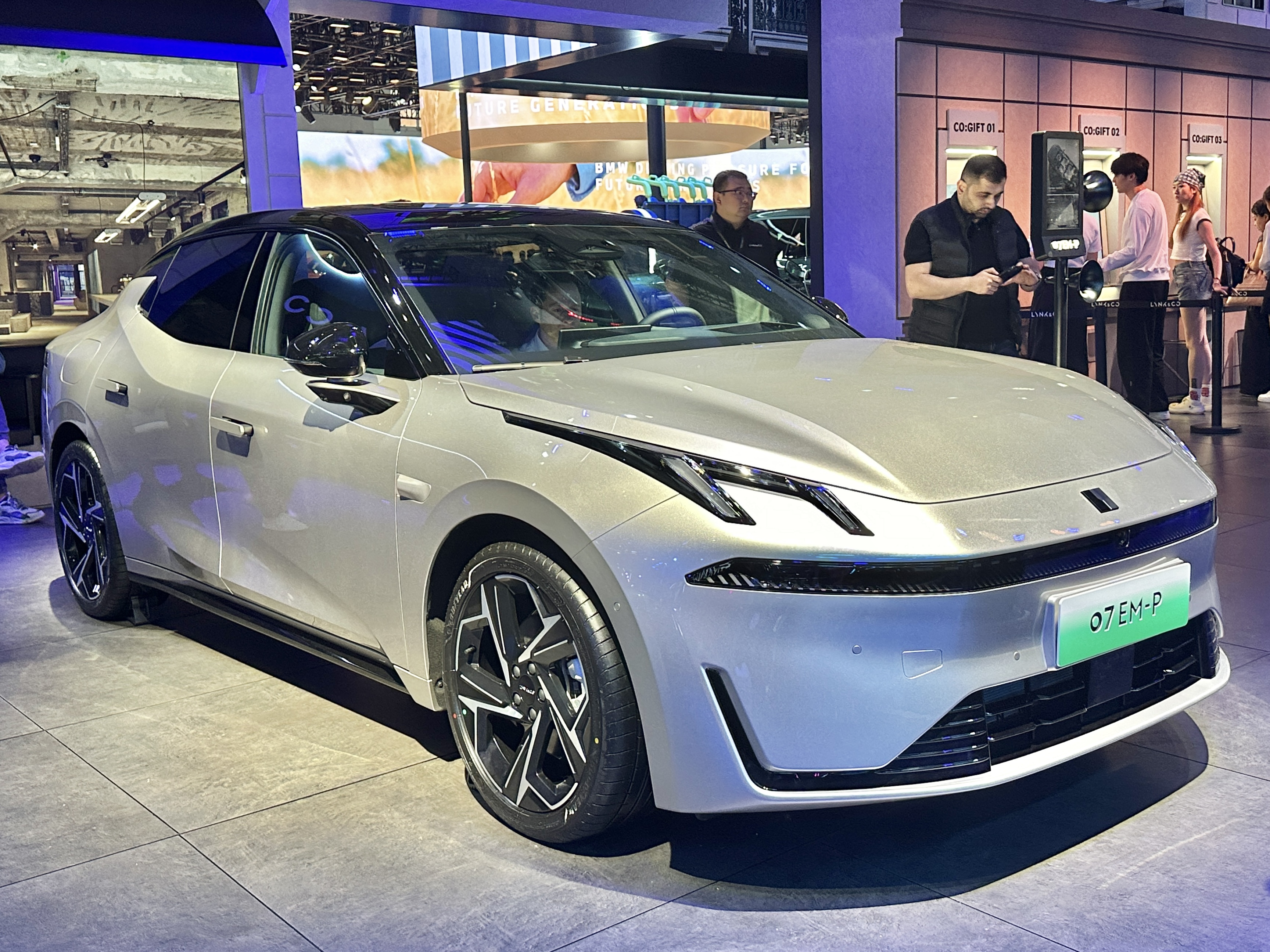
Lynk & Co 07

Lynk & Co är ett bilmärke ägt av kinesiska Zhejiang Geely Holding Group och Co i namnet står för connectivity. Varumärket utvecklas inom ramen för Geely MSS och skapades enligt Peter Horbury för att positionera sig mellan Volvo och Geely som ett varumärke som är "nästan premium" och delägdes initialt av Volvo.
De första bilmodellerna utvecklades av CEVT (China Euro Vehicle Technology AB) i Göteborg, som även utvecklade bottenplattan och andra komponenter till Volvo Cars 40-serie, men även till andra varumärken inom Geelykoncernen.
Märkets första modell, Lynk & Co 01, presenterades i oktober 2016. Därefter har ett tiotal modeller släppts i Kina med modellbeteckningar 02, 03, 04 och så vidare.
Redan i september 2020, på Beijing Auto Show, visades konceptbilen Lync & Co Zero concept. Den förväntades då bli den första elbilen från Lync & Co, men blev istället början till det nya varumärket Zeekr. I mars 2024 läckte bilder ut till motorpressen, som visades en ny helt elektrisk konceptbil från Lynk & Co som är nära besläktad med Zeekr 001. Den modellen har i Kina lanserats med modellnamnet Z10 
På Europamarknaden fanns länge enbart modell 01, men 2024 släpptes Lynk & Co 02, en helt elektrisk modell, (som i Kina kallas Z20).
Förutom i Kina, så finns Lynk & Co bara representerat i Sverige, Nederländerna, Belgien, Tyskland, Spanien, Frankrike och Italien. Men planen är att expandera i södra Östeuropa, med start i Rumänien och Grekland. Därefter i Slovenien, Kroatien, Bulgarien, Serbien, Bosnien-Herzegovina, Montenegro, Nordmakedonien, Kosovo, Albanien och Moldavien under 2024.